# 瓦朗谢讷有轨电车1号线
瓦朗谢讷有轨电车1号线（法語：Ligne 1 du tramway de Valenciennes），商业名称为"T1线"，是法国北部城市瓦朗谢讷的一条有轨电车线路，全长29.7公里，于2006年7月开通。

## 历史

### 起源
2001年，瓦朗谢讷市际公共交通工会（法語：Syndicat Intercommunal des Transports Urbains de Valenciennes，简称）提出了有轨电车修建计划。瓦朗谢讷的第一条有轨电车线路于2006年建成，并在市区内预留了两处道岔以方便未来线路网的扩张。

### 名称
瓦朗谢讷有轨电车1号线是瓦朗谢讷的第一条有轨电车线路，在第二条线路建成前，1号线曾名"瓦朗谢讷有轨电车A线"（Ligne A）。

### 路线
瓦朗谢讷有轨电车1号线的走向为"德南—昂赞—瓦朗谢讷（和T1线共线约2公里+新建3站）—欧努瓦莱瓦朗谢讷—法马尔斯"，由西南向东北进入瓦朗谢讷市区，再转向南，全程呈"n"型，长18.3公里，设28个站。其中德南与昂赞之间大约7公里的路段借用了原有的废弃铁路线，因此这一路段比较顺直，站距也比较大。

### 建成
瓦朗谢讷有轨电车1号线分为两期：
一期工程：大学城（Université）—迪唐普勒（Dutemple），于2006年7月3日建成运营。
二期工程：迪唐普勒（Dutemple）—维拉尔天地（Espace Villars），于2007年8月31日建成运营。

## 运营
瓦朗谢讷有轨电车1号线全长18.3公里，其中正线长度约17.3公里，全线为复线铁路。平均12分钟一班，全程运行时间大约为45分钟。

### 车型
瓦朗谢讷有轨电车1号线使用阿尔斯通 Citadis 302型电车，后来建成的2号线也使用同一车型。整个瓦朗谢讷有轨电车路网共有30辆列车，每列列车可装载最多295人（其中48人有座位。不考虑轮椅、自行车、婴儿车及大件物品），平均旅速为30km/h。

### 车辆所
1号线的车辆所位于圣瓦，在圣瓦和迪唐普勒两站之间。

### 大小交路
在部分时段，瓦朗谢讷有轨电车1号线采用大小交路的运营模式，部分班次仅运行大学城—迪唐普勒区间。

## 站点设置
| 瓦朗谢讷有轨电车1号线线路表 |        |                  |                  |                                                                             |
| 车站名称                    | 里程   | 站台类型         | 所在市镇         | 可换乘线路                                                                  |
| 大学                        | 0m     | 双侧式站台       | 法马尔斯         | T2线、公交103路、104路、333路、420路                                        |
| 莫里亚梅研究所              | 520m   | 双侧式站台       | 法马尔斯         | T2线                                                                        |
| 蒙乌伊新区                  | 980m   | 岛式站台         | 欧努瓦莱瓦朗谢讷 | T2线                                                                        |
| 绿道                        | 1255m  | 双侧式站台       | 欧努瓦莱瓦朗谢讷 | T2线、公交S1路                                                              |
| 朱尔骑士                    | 1830m  | 双侧式站台       | 欧努瓦莱瓦朗谢讷 | T2线                                                                        |
| 小砖                        | 2540m  | 双侧式站台       | 马尔利           | T2线                                                                        |
| 孚日                        | 2980m  | 岛式站台         | 瓦朗谢讷         | T2线、公交S1路                                                              |
| 南热塞                      | 3760m  | 双侧式站台       | 瓦朗谢讷         | T2线                                                                        |
| 圣卡特琳                    | 4510m  | 双侧式站台       | 瓦朗谢讷         | T2线、公交110路                                                             |
| 巴黎门                      | 4725m  | 双侧式站台       | 瓦朗谢讷         | T2线、公交110路                                                             |
| 副省政府                    | 5130m  | 双侧式站台       | 瓦朗谢讷         | T2线                                                                        |
| 市政厅                      | 5430m  | 分离式双侧式站台 | 瓦朗谢讷         | T2线                                                                        |
| 克列孟梭                    | 5800m  | 双侧式站台       | 瓦朗谢讷         | T2线                                                                        |
| 火车站                      | 6250m  | 双侧式站台       | 瓦朗谢讷         | T2线、公交5路、6路、30路、100路、103路 TGV、TER                             |
| 雅各布桥                    | 6725m  | 岛式站台         | 瓦朗谢讷         | T2线                                                                        |
| 昂赞十字架                  | 7200m  | 双侧式站台       | 昂赞             |                                                                             |
| 昂赞市政厅                  | 7720m  | 双侧式站台       | 昂赞             | 公交2路、12路、13路、S2路                                                   |
| 圣瓦                        | 8690m  | 双侧式站台       | 瓦朗谢讷         | 公交1路、2路                                                                |
| 平原                        | 9135m  | 双侧式站台       | 瓦朗谢讷         |                                                                             |
| 迪唐普勒                    | 9525m  | 双侧式站台       | 瓦朗谢讷         |                                                                             |
| 山林                        | 10475m | 双侧式站台       | 拉桑蒂内勒       |                                                                             |
| 小矿工                      | 11895m | 双侧式站台       | 埃兰             | 公交102路、110路、A线                                                       |
| 索朗热·托尼尼               | 14085m | 双侧式站台       | 德南             |                                                                             |
| 美景                        | 14920m | 双侧式站台       | 德南             | 公交107路                                                                   |
| 饶勒斯                      | 15805m | 双侧式站台       | 德南             | 公交106路、111路、211路                                                     |
| 塔凡                        | 16310m | 双侧式站台       | 德南             |                                                                             |
| 让·迪利厄                   | 16685m | 双侧式站台       | 德南             |                                                                             |
| 维拉尔天地                  | 17330m | 双侧式站台       | 德南             | 公交3路、4路、30路、101路、104路、 105路、106路、107路、111路、211路、334路 |
| 1. 2. 3.                    |        |                  |                  |                                                                             |